# Explosion du dépôt de carburant de Kaloum
En Guinée, l'explosion du dépôt de carburant de Kaloum est un accident industriel survenu le 18 décembre 2023 à Kaloum. Dans l’usine de stockage de carburant située en zone urbaine, un stock de carburant explose à 0 h 10, entraînant la panique dans le centre administratif de Conakry,.
L’accident compte parmi les plus graves explosions accidentelles impliquant du carburant en Guinée. Il occasionne des dommages considérables au bâti des environs du stock.

## Histoire

### Contexte
La Guinée ne produit pas son propre pétrole et ne dispose pas de capacité de raffinage, ce qui la contraint à dépendre du carburant importé. Celui-ci est à son tour stocké au principal dépôt pétrolier de la Société Guinéenne des Pétroles situé dans la zone administrative et commerciale de Kaloum dans la capitale Conakry, avant d'être distribué par camions vers le reste du pays,,, rendant l'installation "stratégiquement très importante".
Au moment de la catastrophe, les autorités étaient en train de déplacer le dépôt vers un site éloigné pour éviter un tel événement.

## Déroulement
Le 18 décembre 2023 à 0 h 10, un stock  de carburant explose et s'enflamme le long des stocks de la société guinéenne des pétroles,. La détonation est entendue dans tout Kaloum, selon un témoin de Kaloum « Je pensais à un tremblement de terre tellement la détonation était forte ».
Précédée de phénomènes de diverses natures échappements de fumeux aux environs de 23h, l'explosion est suivie d'un vent de panique dans la presqu'île, un mois après l'évasion du 4 novembre à la Maison centrale de Conakry, des habitants ont précipitamment quitté Coronthie, Almamya et environs pour le Pont 8 Novembre.
L'accès à Kaloum a été bloqué à 2h du matin par les forces de sécurité. Au matin du 18 décembre 2023, le Gouvernement guinéen a annoncé des premières mesures pour la zone du grand Conakry (Conakry, Coyah et Dubréka) à savoir,, : 
1. les travailleurs du secteur public et privé, excepté les forces de défense et de sécurité et le corps médical, sont invités à rester chez eux ;
2. les établissements publics et privés seront fermés ;
3. Les stations-services seront fermées, excepté pour les services d’urgence[20].

Dans la journée du 18 décembre 2023, une cellule de crise a été mise en place avec un numéro vert (1016 ou le 612 130 202) pour assister les sinistrés,.
Dans la soirée du 18 décembre à 20h00, le gouvernement annonce le bilan et les mesures supplémentaires notamment :
- Le nombre de décès est passé de 13 à 14 ;
- La prise en charge de 190 blessés dont 113 ont rejoint leurs familles ;
- La poursuite de l'assistance aux sinistrés ;
- Le souffle de l'explosion a entraîné d'importants dégâts matériels dans les environs ;
- 13 bacs à ordures de Kaloum ont été rendus hors service et 5 sont opérationnels ;
- 665 agents et 47 engins ont été mobilisés ;
- L'arrivée progressive des équipes d'assistance de pays alliés.

Dans la soirée du 19 décembre 2023, le porte-parole du gouvernement Ousmane Gaoual Diallo actualise le bilan et les mesures supplémentaires notamment :
- Le nombre de décès serait de 18 ;
- La prise en charge de 212 blessés dont 127 ont rejoint leurs familles ;
- L'Agence nationale de gestion d'urgence et des catastrophes humanitaires a dénombré provisoirement 738 ménages sinistrés dans les quartiers Coronthie 1 et 2, Tombo et Almamya.
- À partir du mercredi 20 décembre, l’approvisionnement uniquement en gasoil va reprendre dans les stations-services ;
- Le service minimum est autorisé dans la commune de Kaloum ;
- Le port du masque est fortement recommandé dans la commune de Kaloum ;
- Les zones affectées seront fermées au public pour des raisons de sécurité et d’enquête à l’exception des services spécialisés[23].

Le ministre de la justice Alphonse Charles Wright visite la Maison centrale de Conakry, à la suite de l'explosion du dépôt de carburant et dresse un bilan de 33 blessés dont 4 graves. Trois jours après l'explosion, le Président de la République, le Colonel Mamadi Doumbouya s'adresse à la nation dans le journal du 20 h 30 de la RTG : 

« Guinéennes et Guinéens, Mes Chers Compatriotes,
Aujourd’hui, nous sommes tous profondément affectés par la tragédie survenue dans la nuit du 17 au 18 décembre 2023 aux environs de minuit dans le dépôt central de la Société Guinéenne de Pétrole (SGP), situé dans la presqu’île de Kaloum.
L’incendie dévastateur a provoqué des pertes en vies humaines, des blessés, des sans-abris mais également des dégâts matériels importants.
...
Chaque fois que notre pays est confronté à des difficultés, à des défis, nous nous sommes toujours distingués par notre Union sacrée, notre générosité, notre solidarité et notre sens élevé de responsabilité. L’impressionnante chaine de solidarité qui s’est spontanément mise en place ici et à l’Étranger en est une parfaite illustration.
L’esprit civique et l’engagement citoyen de l’ensemble des Guinéens unis et solidaires envers nos victimes face à ce malheureux évènement est l’une des preuves éloquentes de notre grande capacité à franchir cette autre étape pénible de l’histoire de notre pays grâce à la foi inébranlable et la résilience de chaque Guinéenne et de chaque Guinéen.
C’est l’occasion pour moi, de rendre un hommage tout particulier à toutes nos structures spécialisées, notamment les Forces de Défense et de Sécurité ainsi qu’aux unités de secours pour leur promptitude et leur engagement à sauver des vies et à contenir la progression rapide de l’incendie. Leur bravoure est une lueur d’espoir dans ces moments de difficultés.
Je tiens particulièrement à remercier les pays amis de la Guinée pour l’expression de leur solidarité et leur compassion dans ces moments que nous traversons.
....
Face à cette épreuve douloureuse, qui affecte tout le pays entier je décrète un Deuil National de trois jours en hommage aux victimes à compter du jeudi 21 Décembre 2023. Durant cette période, le drapeau national sera en berne sur l’ensemble du territoire et dans nos représentations diplomatiques.
...
Que Dieu bénisse la Guinée et veille sur les Guinéennes et les Guinéens. Je vous remercie. »

— Colonel Mamadi Doumbouya, chef de l’État, chef suprême des armées
Dans la soirée du 21 décembre 2023, le porte-parole du gouvernement Ousmane Gaoual Diallo annonce dans le communiqué n°5 du comité de crise, le bilan et les mesures supplémentaires notamment :
- Le nombre de décès serait de 23 ;
- La prise en charge de 241 blessés dont 167 ont rejoint leurs familles ;
- De nombreux témoignages font état d'un nombre important de personnes disparues et les investigations sont en cours ;
- Les services de santé et ceux de l'environnement font état de la propagation de particules en suspension provoquant parmi des personnes consultées des troubles respiratoires, d'audition, de la vision et des céphalées ;
- La commission d'évaluation du sinistre a entamé le recensement des dégâts physiques ;
- Le dernier recensement fait état de 1100 ménages affectés et pris en charge ;
- Les personnes évacuées ne doivent pas regagner leurs habitations jusqu'à nouvel ordre ;
- La zone affectée par le sinistre reste fermée au public, pour des raisons de sécurité et d'enquête, à l'exception des services spécialisés.

Après six jours, ce 23 décembre 2023, les flammes et les fumées sont maîtrisées par les sapeurs-pompiers guinéens en compagnie de leurs collègues venus du Sénégal, de la Sierra Leone et de la France,.
Le 25 décembre 2023, le président de la République Mamadi Doumbouya effectue sa première visite sur le site de l'incendie puis rend visite aux blessés dans les hôpitaux de Donka, Ignace Deen et à l’hôpital militaire du camp Samory Touré,.
Le 27 décembre, la Côte d’Ivoire s’engage à livrer 50 millions de litres d’essence par mois à la Guinée et le ministre de l'économie Moussa Cissé et celui des Affaires étrangères, Morissanda Kouyaté, s'entretiennent le même jour à Abidjan avec le ministre ivoirien des mines, du pétrole et de l’énergie, Mamadou Sangafowa Coulibaly. Étant donné que la Guinée a besoin de 70 millions de litres par mois.
Cet approvisionnement sera assuré par la Société de gestion des stocks pétroliers de Côte d’Ivoire (GESTOCI) à partir de son dépôt de Yamoussoukro. Des camions venus de Guinée iront au dépôt de Yamoussoukro prendre le carburant et l’acheminer vers le dépôt de N’Zérékoré. Les convois seront sous forte escorte sécuritaire.
Le vendredi 29 décembre 2023, le staff et les joueurs de syli national ont visité le site de l'incendie à Kaloum et ils ont exprimé la volonté de donner une partie de leurs primes de qualifications pour soutenir l'effort de solidarité du gouvernement,.
À la suite de la manifestation des femmes de Kaloum le 1er février 2023, le gouvernement fait un communiqué qui retrace le bilan des victimes et l'annonce des obsèques des 25 morts dont 16 Guinéens, huit Sierra-Léonais et un non identifié. Des investigations sont menées pour retrouver les personnes disparues.

Les obsèques de 25 personnes décédées ont lieu le 2 février au chapiteaux By issa en présence du président Mamadi Doumbouya avant que les corps des victimes identifiées ne soient rendus aux familles et la majorité est enterrée au cimetière de Cameroun après la prière de vendredi à la mosquée Faycal pour certains.

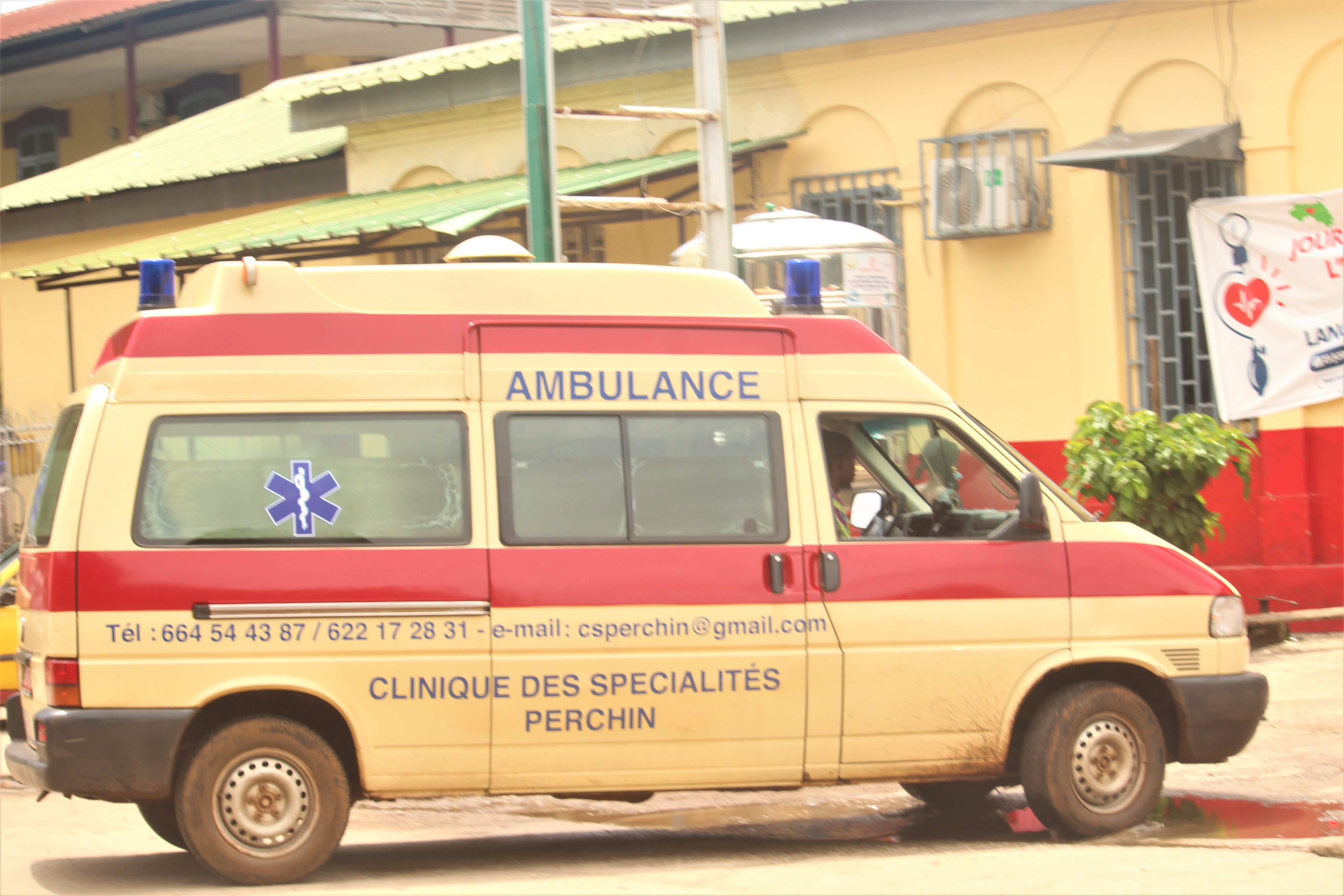
Ambulance à la rentre de l'Hôpital Ignace Deen

### Bilan humain
Le bilan initial fait état de 4 morts déposés à la morgue de l'Hôpital Ignace Deen et des centaines de blessés dans les hôpitaux d'Ignace deen et Donka,,. Dans la journée la police a fait un bilan mi-parcours faisant état de 11 morts, dont 88 blessés graves et 3 blessés légers.
À sa suite, le Ministre de la Santé et de l’Hygiène publique, Dr Oumar Diouhé Bah, a affirmé que les hôpitaux nationaux Ignace Deen et Donka ont reçu 178 personnes dont 10 dans les structures privées. 89 personnes ont regagné leur famille avant 6h du matin. Les hôpitaux ont reçu 13 dépôts de corps dont 2 décès à l'arrivée.
Après le bilan du 1er février 2024, faisant état de 25 morts dont un corps non identifié et il faut noter des personnes non identifiées comme c'est le cas selon Ibrahima Sory Soumah.

### Bilan matériel
Le bilan matériel fait état de plusieurs immeubles qui ont été endommagés à Coronthie, notamment le lycée collège 28 septembre, l’église Saint-Joseph-Ouvrier, les radios 7 sur 7 FM et Nostalgie Guinée, les sièges de la Fédération guinéenne de football, de l'Office guinéen de publicité, de la direction de la Caisse Nationale de prévoyance Sociale.

### Autres conséquences
- Depuis l'annonce des explosions, des spéculations sur le prix de l'essence ont eu lieu dans le pays, mais le gouvernement a rassuré sur la situation. Malheureusement, le prix de l'essence a grimpé dans certaines villes comme Kindia, Kankan, Nzérékoré[49] et même à Conakry.
- Deux matchs de football de la ligue guinéenne de football professionnel ont été reportés[50].
- L'annonce anticipée des congés de Noël pour les établissements scolaires dès ce 19 décembre 2023, préalablement prévue le 23 décembre 2023[51].
- Après une fermeture temporaire des stations-services dès le 20 décembre 2023, des tensions ont éclaté à Conakry, et l'État guinéen a donc décidé de rouvrir les stations-services de manière échelonnée et règlementée, d'abord par la vente du gasoil le 20 décembre 2023 puis l'essence le 23 décembre.
- La Société Minière de Dinguiraye (SMD) a suspendu ses activités de production d’or à compter du 30 décembre 2023 et part conséquence la mise au chômage technique ses employés[52].
- Le 1er février 2024, des femmes des quartiers de Kaloum ont bloqué l'accès a la ville administrative pour dénoncer la gestion de la crise[53],[54],[55].

## Solidarité

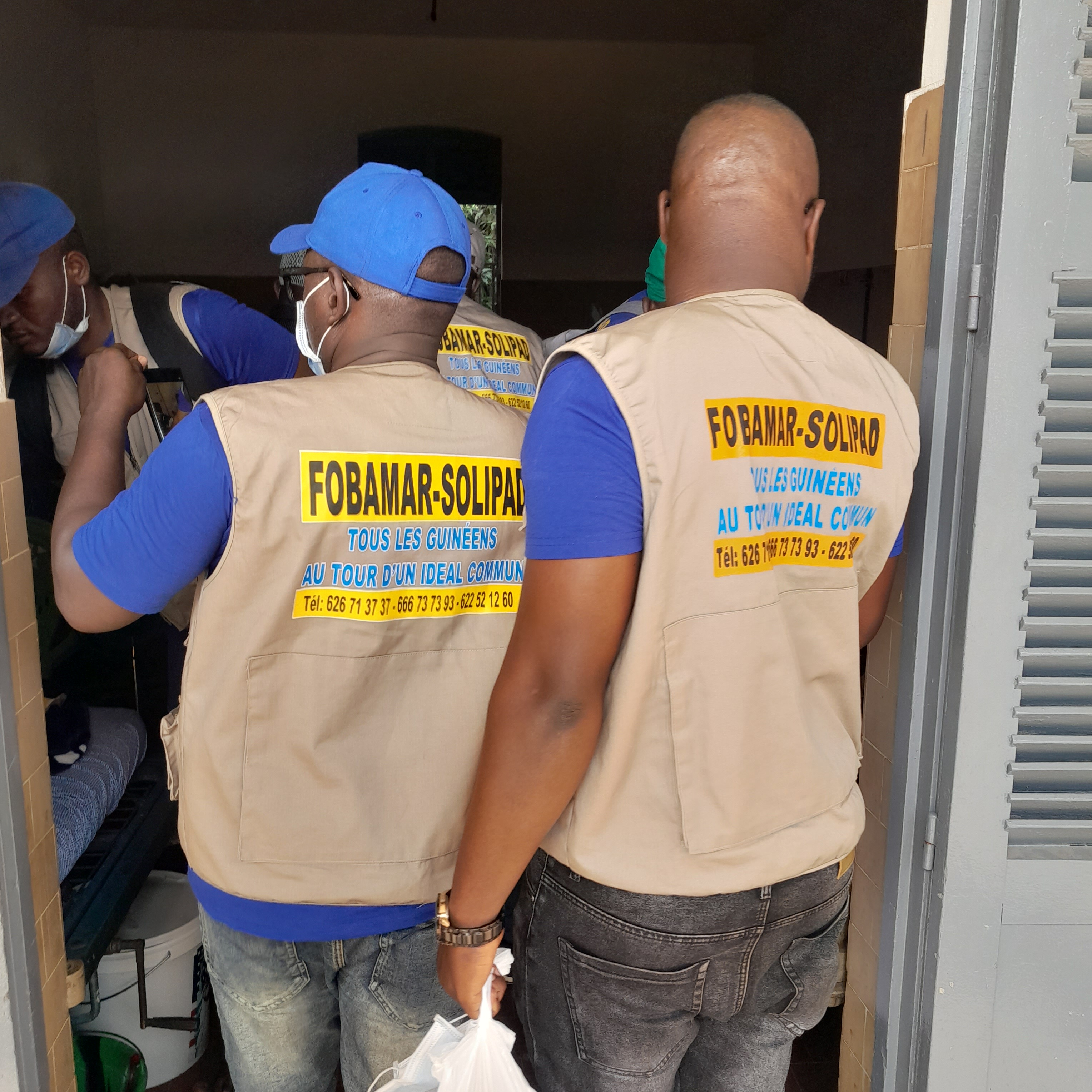

### Solidarité nationale
Maimouna Barry en compagnie des jeunes de la société civile ont créé une chaîne de solidarité à la Mosquée Fayçal. Des dons de vivres et de non-vivres, des cagnottes, et des hébergements solidaires se sont mis en place aux alentours,.
Le 8 mars 2024, le fonds d’appui aux activités économiques des femmes et filles ont fait un dons de 333 millions de francs guinéens à 111 femmes et filles dont les activités économiques ont été affectées lors de l’incendie de Kaloum.

### Solidarité internationale
Le ministre de la sécurité Général Bachir Diallo a annoncé la venue des médecins et des spécialistes de la santé du Mali et du Sénégal. Dans la soirée du 18 décembre 2023 se déploie une équipe de secouristes sénégalais, composée de 24 agents dont 15 médecins militaires et 8 spécialistes de la brigade des Sapeurs-pompiers du Sénégal.
Selon l’ambassade de France en Guinée « Pour la France, la Fraternité n’est pas un vain mot : elle est toujours aux côtés des Guinéennes et des Guinéens dans l’épreuve. Une première équipe d’assistance et d’appui est à Conakry dès ce soir. ».
La Communauté économique des États de l'Afrique de l'Ouest (CEDEAO) et l'UA, a lancé un appel urgent aux pays membres et à la communauté internationale pour apporter leur soutien à la Guinée, dans ces moment difficiles.
Le Vatican, à travers le pape François, a exprimé sa solidarité envers le peuple de Guinée,, le coordonnateur résident du Système des Nations unies en Guinée a présenté ses condoléances au peuple guinéen, les gouvernements du Mali et du Burkina Faso ont adressé leurs condoléances aussi.
Le 21 décembre 2023, le ministre des Affaires étrangères de la Côte d'Ivoire, Kacou Adom et le vice-président de la Sierra Leone, Mohamed Juldeh Jalloh, ont fait un déplacement à Conakry et ont été reçus par le président de la République de Guinée au Palais Mohamed V de Conakry.
Le samedi 23 décembre 2023, l'ambassade de Russie en Guinée annonce « étudier diverses options pour venir en aide aux personnes affectées par cette catastrophe et reste également en contact avec les organisations qui travaillent directement sur les lieux de la tragédie. »
Après la visite de la secrétaire générale de l’Organisation internationale de la francophonie (OIF), Louise Mushikiwabo, une mission du Fonds monétaire international est venue à Conakry pour évaluer les dégâts de l'incendie et l'apport qu'il peuvent apporter à la Guinée à la demande du pays,.

## Médias
La presse écrite a vite remonté l'information et une édition spéciale a été lancée a la télévision Espace TV de 3h a 5h du matin.

## Réactions

### Nationales

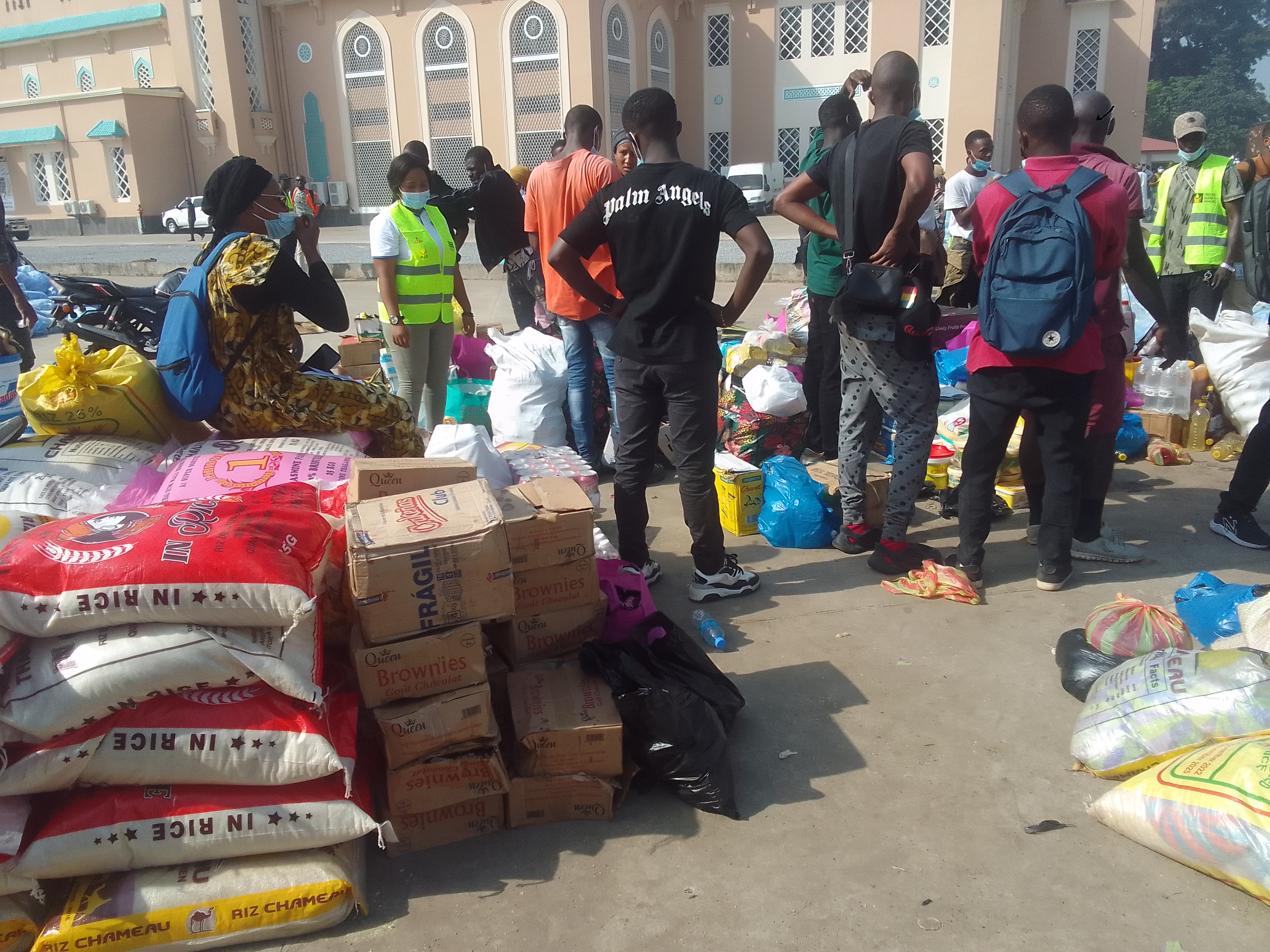
Mobilisation des denrées alimentaire pour les sinistrés.

Pour de nombreux Guinéens, beaucoup dans l’administration comme dans les gouvernants, la presse et les riverains craignaient les normes de sécurité et qu’un danger était imminent.
Le président du CNT Dansa Kourouma a présenté ses condoléances au peuple de Guinée, le président de la République Mamadi Doumbouya « Suite à l’explosion enregistrée dans la nuit du 17 au 18 décembre 2023 aux environs de 00 heure au principal dépôt d’hydrocarbures de la Société Guinéenne des Pétroles (SGP) dans la commune de Kaloum, je tiens à présenter mes condoléances attristées aux familles des victimes ainsi qu’au peuple de Guinée, je souhaite prompt rétablissement aux blessés qui sont immédiatement et entièrement pris en charge par l'État.
Je félicite les Forces de Défense et de Sécurité, les différentes unités de secours publics et privés pour leur prompte réaction en vue de porter secours aux sinistrés et maîtriser l’incendie.
En attendant les enquêtes diligentées par le Gouvernement pour connaître les causes exactes de l’incendie ainsi que le bilan humain et matériel de ce drame, j’appelle à l’occasion le peuple de Guinée à la solidarité et à la prière pour la Nation en ces moments de dure épreuve ».
Successivement, les personnalités politiques ont adressés leurs condoléances au peuple de Guinée, notamment Alpha Condé, Cellou Dalein Diallo, Sidya Touré, Lansana Kouyaté et des organisations de la société civile comme le FNDC.
Le 20 décembre 2023, le colonel Mamadi Doumbouya décrète trois jours de deuil national.

### Internationales
Le ministre des Affaires Étrangères, Dr Morissanda Kouyaté, a reçu les condoléances et les encouragements des ambassadeurs et corps diplomatiques accrédités auprès de la République de Guinée.
Amnesty International et d'autres groupes de défense des droits humains ont exprimé leur inquiétude quant aux restrictions imposées aux médias privés et aux réseaux sociaux pendant la catastrophe.

## Enquêtes judiciaire et scientifique
Le gouvernement Bernard Goumou annonce qu'une enquête sera ouverte pour situer les causes et les responsabilités,,. Dans la même soirée du 18 décembre 2023, le procureur général annonce l'ouverture d'une enquête judiciaire pour déterminer les causes du sinistre et situer les responsabilités,.

## Reconnaissances
- 2023 : colonel Mamady Doumboya à décerné une médaille de sauvetages à tous les acteurs Guinéens et à l’ensemble de tous les pays amis pour leur « acte d’héroïsme à combattre le feu et leur contribution à sauver de vies humaines »[86].

## Galeries

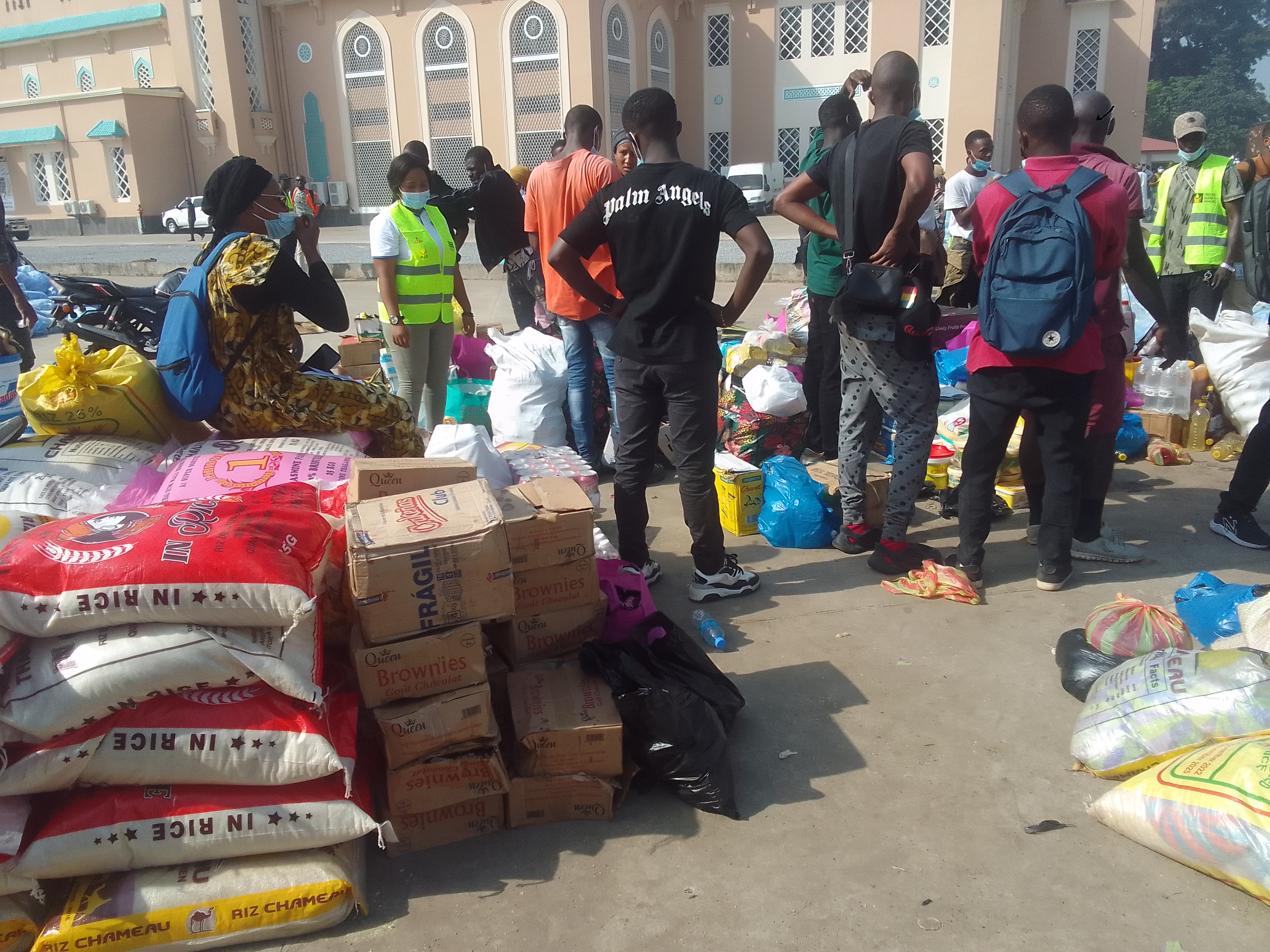
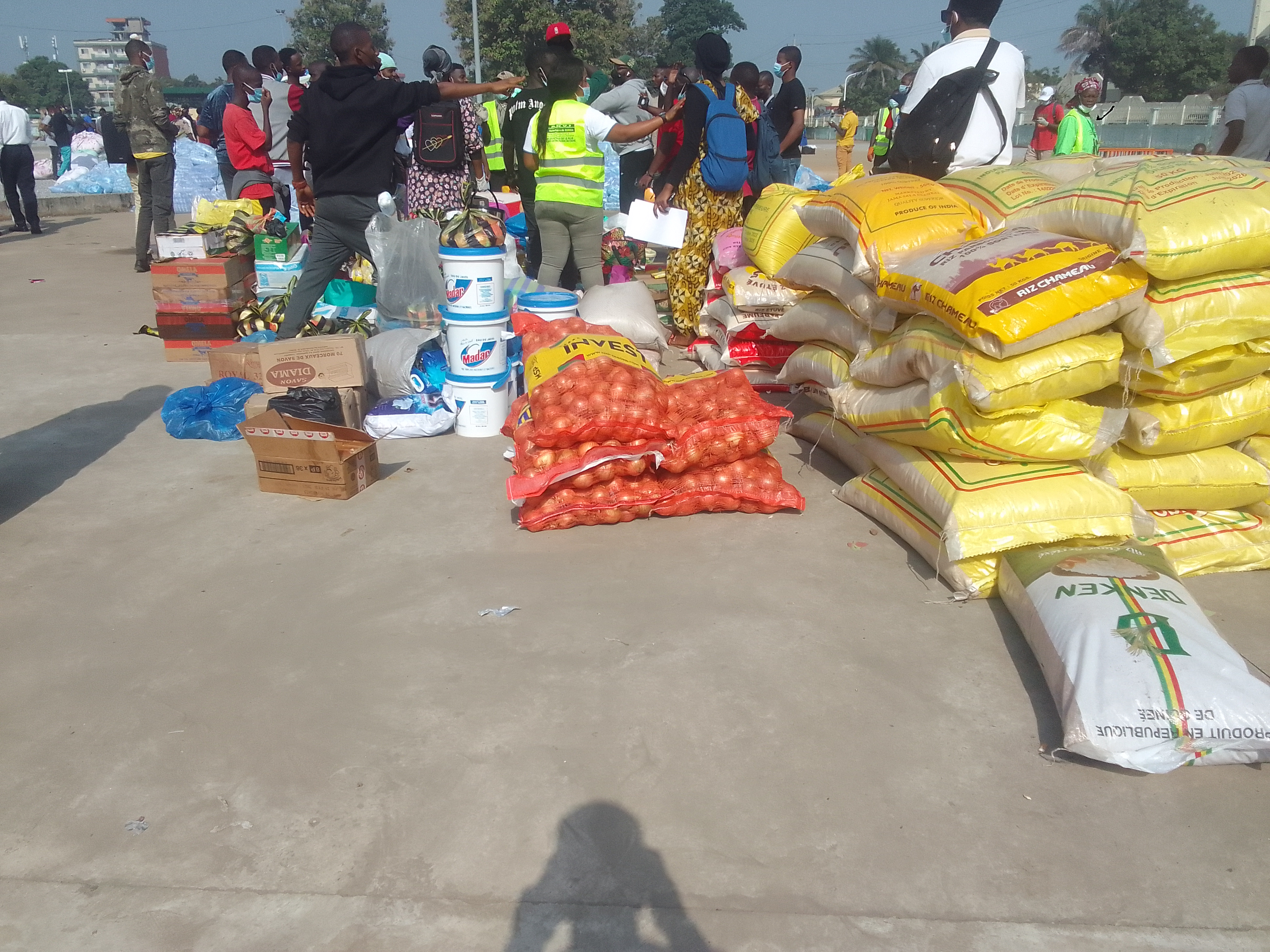